# Turangi
Turangi es una pequeña ciudad en la orilla oeste del río Tongariro, 50 kilómetros al suroeste de Taupo en la meseta volacánica de la isla Norte de Nueva Zelanda. Forma parte de la región de Waikato. 
Fue construido para dar cabida a los trabajadores del Sistema Eléctrico de Tongariro. La ciudad fue también diseñada como un pequeño centro de servicios para las plantaciones forestales exóticas al sur del lago Taupo y para los turistas. Es bien conocido por su pesca de la trucha.